# Ethope batmara
Ethope batmara är en fjärilsart som beskrevs av Hans Fruhstorfer 1907. Ethope batmara ingår i släktet Ethope och familjen praktfjärilar. Inga underarter finns listade i Catalogue of Life.